# Nerw bębenkowy

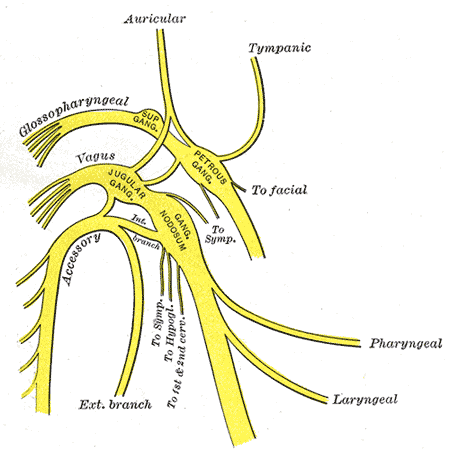
Nerw językowo-gardłowy, nerw błędny oraz nerw dodatkowy wraz z odgałęzieniami, nerw bębenkowy podpisany Tympanic.

Nerw bębenkowy, nerw Jacobsona, nerw Anderscha (łac. nervus tympanicus, nervus Jacobsoni, nervus Andersch) – w anatomii człowieka nerw będący gałęzią nerwu językowo-gardłowego. Zawiera on zarówno włókna nerwowe czuciowe (dla błony śluzowej jamy bębenkowej i trąbki słuchowej), jak i przywspółczulne (dla ślinianki przyusznej i gruczołów policzkowych). Mogą też do niego dochodzić gałązki od nerwu błędnego, za pośrednictwem zwoju dolnego nerwu językowo-gardłowego lub bezpośrednio.
Początek swój bierze w zwoju dolnym nerwu językowo-gardłowego, znajdującym się w dołku skalistym kości skroniowej. Udaje się z niego poprzez kanalik bębenkowy, aż dociera do wzgórka (promontorium), układając się w rynience lub kanaliku w ścianie błędnikowej jamy bębenkowej. Współtworzy następnie splot bębenkowy (pomagają mu gałąź łącząca od nerwu twarzowego i nerwy szyjno-bębenkowe). 
Nerw bębenkowy nie tworzy typowych gałęzi wychodzących z jego pnia. Natomiast jego włókna poprzez splot bębenkowy dostają się do gałęzi bębenkowych, gałęzi trąbkowej i nerwu skalistego mniejszego (będącego przedłużeniem splotu bębenkowego, jako ciągłość nerwu bębenkowego).
Nazwy eponimiczne upamiętniają duńskiego anatoma Ludviga Levina Jacobsona i niemieckiego lekarza Karla Samuela Anderscha.  